# Panos Valavanis
Panos Valavanis (griechisch Πάνος Βαλαβάνης, * 1954 in Athen; † 14. Mai 2025 ebenda) war ein griechischer Klassischer Archäologe und Hochschullehrer. 

## Werdegang
Panos Valavanis studierte an den Universitäten Athen und Würzburg. Ab 1980 arbeitete er an der Universität Athen, wo er ab 2000 als außerordentlicher Professor für Klassische Archäologie tätig war. Valavanis forschte vorrangig zur griechischen Keramik und Vasenmalerei, zur Architektur und Topographie des antiken Athens, zu antiker Technologie und dem antiken Sport. Zu seinem Buch Games and Sanctuaries in Ancient Greece verfasste John Boardman ein Vorwort. 
Valavanis war korrespondierendes Mitglied des Deutschen Archäologischen Instituts.
Panos Valavanis starb am 14. Mai 2025 im Alter von 71 Jahren in Athen.

## Schriften (Auswahl)
- Hysplex. The Starting Mechanism in Ancient Stadia. A Contribution to Ancient Greek Technology, University of California Press, Los Angeles 1999 ISBN 9780520098299
- Games and Sanctuaries in Ancient Greece, Getty Publications, Los Angeles 2004. ISBN 0-89236-762-8 Review von Paul Christesen im Bryn Mawr Classical Review 2005.01.20